# Slag bij Mortemer
De Slag bij Mortemer vond plaats in 1054 en werd gevochten tussen de Franse koning Hendrik I en zijn vazal de hertog van Normandië.

## Achtergrond
Tot 1052 was Willem de Veroveraar, op zoek naar legitimiteit in het Hertogdom Normandië, op papier een zwak heerser en kreeg hij de steun van de Franse koning Hendrik I. De situatie veranderde na de overwinning op Godfried II van Anjou, die het Graafschap Maine had ingepalmd en zijn niet aangevraagd huwelijk met Mathilde van Vlaanderen, een dochter van een belangrijk vazal van de koning van Frankrijk. Na de overwinning op Godfried II van Anjou, behield Willem het heerschap Bellême, eigendom van de Franse koning, genoeg om de parvenu een lesje te leren.

## Slag
Voorafgaand aan de slag, plunderden een groep Franse edelen het Hertogdom Normandië. Gevolg de Fransen waren verspreid en de Normandische edelen waren verzameld. De Normandische soldaten dreven de Fransen samen ter hoogte van Mortemer (Seine-Maritime) aan de westelijke oever van de Seine. De koning die aan de andere kant van de rivier stond, sloeg het debacle gade en maakt een einde aan de veldslag.

## Vervolg
Drie jaar later ondernam Hendrik I een nieuwe poging om Willem ter orde te roepen, de slag bij Varaville in 1057.